# الأكرم (أسماء الله الحسنى)
الأكرم من أسماء الله الحسنى، وهو اسم دل على المفاضلة في الكرم، فعله: كرم يكرم كرمًا.

## معنى الاسم
الأكرم هو الأحسن والأنفس والأوسع والأعظم والأشرف، والأعلى من غيره في كل وصف كمال، قال تعالى في سورة الحجرات: ﴿يَا أَيُّهَا النَّاسُ إِنَّا خَلَقْنَاكُمْ مِنْ ذَكَرٍ وَأُنْثَى وَجَعَلْنَاكُمْ شُعُوبًا وَقَبَائِلَ لِتَعَارَفُوا إِنَّ أَكْرَمَكُمْ عِنْدَ اللَّهِ أَتْقَاكُمْ إِنَّ اللَّهَ عَلِيمٌ خَبِيرٌ ۝١٣﴾ [الحجرات:13].

## في القرآن الكريم
سمى الله نفسه الأَكْرَم في القرآن في سورة العلق بقوله تعالى:﴿اقْرَأْ وَرَبُّكَ الْأَكْرَمُ ۝٣﴾ [العلق:3]وقد ورد الاسم في الآية مطلقًا معرفًا محمولًا عليه المعنى مسندًا إليه مرادًا به العلمية ودالًا على كمال الوصفية.ولم يرد اسم الله الأكرم في القرآن إلا مرة واحدة.

## في السنة النبوية
ورد عند البخاري من حديث عائشة رضي الله عنها أنها قالت:
| الأكرم (أسماء الله الحسنى) | فَجَاءَهُ الْمَلَكُ فَقَالَ اقْرَأْ قَالَ: مَا أَنَا بِقَارِئٍ قَالَ فَأَخَذَنِي فَغَطَّنِي حتى بَلَغَ مِنِّي الْجَهْدَ، ثُمَّ أَرْسَلَنِي فَقَالَ اقْرَأْ قُلْتُ مَا أَنَا بِقَارِئٍ فَأَخَذَنِي فَغَطَّنِي الثَّانِيَةَ حَتَّى بَلَغَ مِنِّي الْجَهْدَ، ثُمَّ أَرْسَلَنِي فَقَالَ اقْرَأْ فَقُلْتُ مَا أَنَا بِقَارِئٍ فَأَخَذَنِي فَغَطَّنِي الثَّالِثَةَ، ثُمَّ أَرْسَلَنِي فَقَالَ: ﴿ اقْرَأْ بِاسْمِ رَبِّكَ الَّذِي خَلَقَ خَلَقَ الإِنْسَانَ مِنْ عَلَقٍ اقْرَأْ وَرَبُّكَ الأَكْرَمُ ﴾ فَرَجَعَ بِهَا رَسُولُ اللَّهِ يَرْجُفُ فُؤَادُهُ، فَدَخَلَ عَلَى خَدِيجَةَ بِنْتِ خُوَيْلِدٍ رضي الله عنها فَقَالَ: "زَمِّلُونِي زَمِّلُونِي" | الأكرم (أسماء الله الحسنى) |

## معنى اسم الله الأكرم

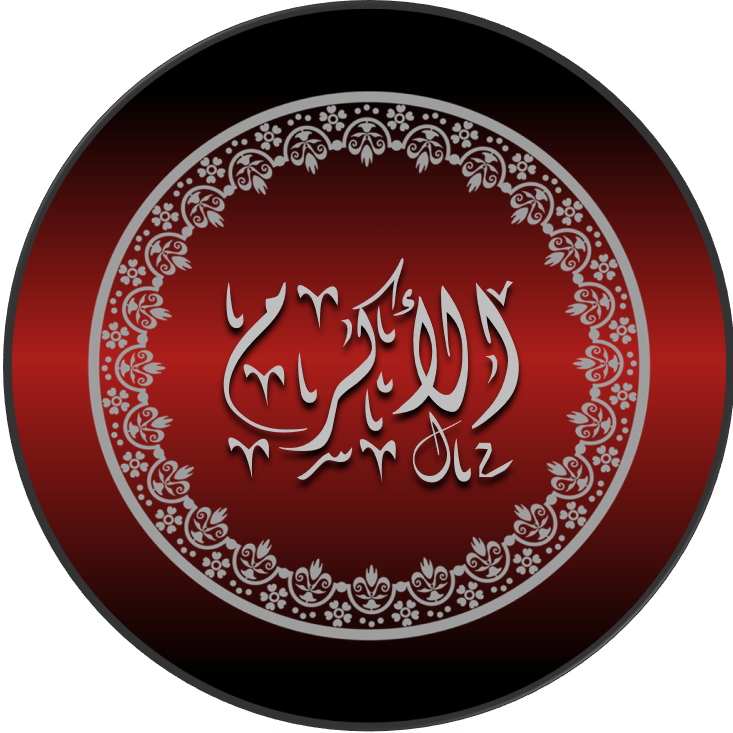
اسم الله الأكرم بخط مزخرف

- يقول الخطابي «هو أكرم الأكرمين، لا يوازيه كريم، ولا يعادله نظير، وقد يكون الأكرم بمعنى: الكريم، كما جاء: الأعز والأطول، بمعنى العزيز والطويل.»[4]
- قال القرطبي:«وإن أردت التفرقة بين الأكرم والكريم، جعلت الأكرم الوصف الذاتي، والكريم الوصف الفعلي ،وهما مشتقان من الكرم، وإن اختلفا في الصيغة.»[5]
- قال ابن تيمية في تفسير قوله تعالى ﴿اقْرَأْ وَرَبُّكَ الْأَكْرَمُ ۝٣﴾ [العلق:3]: «سمّى ووصف نفسه بالكرم وبأنه الأكرم، بعد إخباره أنه خلق ليتبين أنه ينعم على المخلوقين ويوصلهم إلى الغايات المحمودة. كما قال الله : ﴿الَّذِي خَلَقَ فَسَوَّى ۝٢ وَالَّذِي قَدَّرَ فَهَدَى ۝٣﴾،[6]رَبُّنَا الَّذِي أَعْطَى كُلَّ شَيْءٍ خَلْقَهُ ثُمَّ هَدَى،[7] ﴿الَّذِي خَلَقَنِي فَهُوَ يَهْدِينِ ۝٧٨﴾،[8] فالخلق يتضمّن الابتداء، والكرم تضمّن الانتهاء. كما قال في سورة الفاتحة رب العالمين ثم قال ﴿الرَّحْمَنِ الرَّحِيمِ ۝٣﴾ [الفاتحة:3] ولفظ الكرم جامع للمحاسن والمحامد لا يراد به مجرد الإعطاء بل الإعطاء من تمام معناه، فإن الإحسان إلى الغير تمام، والمحاسن والكرم كثرة الخير ويسرته. والله أخبر بأنه الأكرم بصيغة التفضيل والتعريف لها فدل على أنه الأكرم وحده، وذلك بخلاف لو قال (وربك أكرم) فإنه لا يدل على الحصر. وقوله الأكرم يدل على الحصر ولم يقل (الأكرم من كذا) بل أطلق الاسم، ليبين أنه الأكرم مطلقاً غير مقيد فدل على أنه متصف بغاية الكرم الذي لا شيء فوقه ولا نقص فيه.»

## الدعاء باسم الله الأكرم
ورد الدعاء بالاسم المطلق عند البيهقي في أصح الروايات عن ابن مسعود: أنه كان يدعو في السعي: «اللهمَّ اغْفِرْ وَارْحَمْ وَأَنْتَ الأَعَزُّ الأَكْرَمُ»، وفي رواية أخرى: «اللهمَّ اغْفِرْ وَارْحَمْ، وَاعْفُ عَمَّا تَعْلَمُ، وَأَنْتَ الأَعَزُّ الأَكْرَمُ، اللهمَّ آتِنَا في الدُّنْيَا حَسَنَةً وَفِى الآخِرَةِ حَسَنَةً وَقِنَا عَذَابَ النَّارِ» وقال الشيخ الألباني: «وإن دعا في السعي بقوله: رب اغفر وارحم إنك أنت الأعز الأكرم فلا بأس لثبوته عن جمع من السلف»، ومما ورد ما رواه مسلم من حديث عوف بن مالك  أنه قال: «سَمِعْتُ رَسُولَ اللهِ صلى الله عليه وسلم يُصَلِّي عَلَى مَيِّتٍ فَسَمِعْتُ مِنْ دُعَائِهِ وَهُوَ يَقُولُ: اللهُمَّ اغفِرْ لَهُ وَارْحَمْهُ وَعَافِهِ وَاعْفُ عَنْهُ وَأَكرِمْ نُزُلَهُ، وَأَوْسِعْ مُدْخَلهُ، وَاغسِلهُ بِالْمَاءِ وَالثَّلْجِ وَالْبَرَدِ، وَنَقّهِ مِنَ الْخَطَايَا كَمَا يُنَقَّى الثَّوْبُ الأَبْيَضُ مِنَ الدَّنَسِ»، وروى البخاري من حديث أنس  قال:«كَانَتِ الأَنْصَارُ يَوْمَ الْخَنْدَقِ تَقُولُ: نَحْنُ الذِينَ بَايَعُوا مُحَمَّدَا عَلَى الْجِهَادِ مَا حَيِينَا أَبَدَا فَأَجَابَهُمُ النبي صلى الله عليه وسلم فَقَالَ اللهُمَّ لاَ عَيْشَ إِلاَّ عَيْشُ الآخِرَهْ فَأَكْرِمِ الأَنْصَارَ وَالْمُهَاجِرَهْ».

## الفرق بين الكريم والأكرم
الكريم هو كثير الخير، الجواد المعطي الذي لا ينفذ عطاؤه فهو اسم جامعٌ لكل ما يُحمد، والفرق بين الكريم والأكرم: أن الكريم دل على الصفة الذاتية والفعلية معًا، كدلالته على معاني الحسب والعظمة والسعة والعزة والعلو والرفعة وغير ذلك من صفات الذات، وأيضًا دل على صفات الفعل فهو الذي يصفح عن الذنوب، ولا يمُنُ إذا أعطى فيكدر العطية بالمن، وهو الذي تعددت نعمه على عباده بحيث لا تحصى وهذا كمال وجمال في الكرم.
واسم الله الأكرم يدل بالمطابقة والتضمن واللزوم على ما دل عليه اسمه الكريم غير أن اسمه الأكرم يدل مع وصف الكرم على علو الشأن فيه وسموه على كل كرم، فهو المنفرد المتوحد بأنواع الكرم الذاتي والفعلي، وله العلو المطلق على خلقه في عظمة الوصف وحسنه.